# Carlo Canna
Carlo Canna (Benevento, 25 de agosto de 1992) es un jugador italiano de rugby que se desempeña como apertura y juega en el Zebre Rugby del Pro14. Es internacional con la Azzurri desde 2015.

## Selección nacional
Representó a Italia A con quienes disputó la Tbilisi Cup, ediciones de 2014 y 2015.
Fue seleccionado a la Azzurri por primera vez en agosto de 2015 y debutó contra el XV del Cardo. Es titular indiscutido desde el Torneo de las Seis Naciones 2016.
Se ubica como uno de los máximos anotadores de su seleccionado. En total lleva 29 partidos jugados y 116 puntos marcados.

### Participaciones en Copas del Mundo
Participó de Inglaterra 2015 donde la Azzurri cayó ante Les Bleus y el XV del Trébol, resultando eliminada en la primera fase. Canna fue suplente de Tommaso Allan y no obstante jugó todos los partidos que disputó Italia.
| Mundial                       | Sede       | Resultado      | PJ | Tries |
| ----------------------------- | ---------- | -------------- | -- | ----- |
| Copa Mundial de Rugby de 2015 | Inglaterra | Fase de grupos | 4  | 0     |

## Palmarés
- Campeón del Trofeo de Excelencia de 2013–14.